# شيخ ميري كلهر (همت أباد)
شیخ میري کلهر (بالفارسية: شیخ‌میری کلهر) هي مستوطنة تقع في إيران في قسم همت أباد الريفي. يقدر عدد سكانها بـ 215 نسمة .